# Even In Death
"Even In Death" je pjesma rock sastava Evanescence s demo CD-a Origin. To je jedina pjesma prije albuma Fallen ikad izvođena uživo na radiju i jedna od 5 takvih koje se na radiju pojavljuju (ostale su Understanding, Lies i rane verzije "Whisper" i "Give Unto Me"). Amy Lee kaže kako je tema pjesme voljeti nekoga toliko da si ga spreman vratiti iz mrtvih. Pjesma također sadrži dio iz filma Vrana.